# Interneringskampen in Brits Cyprus

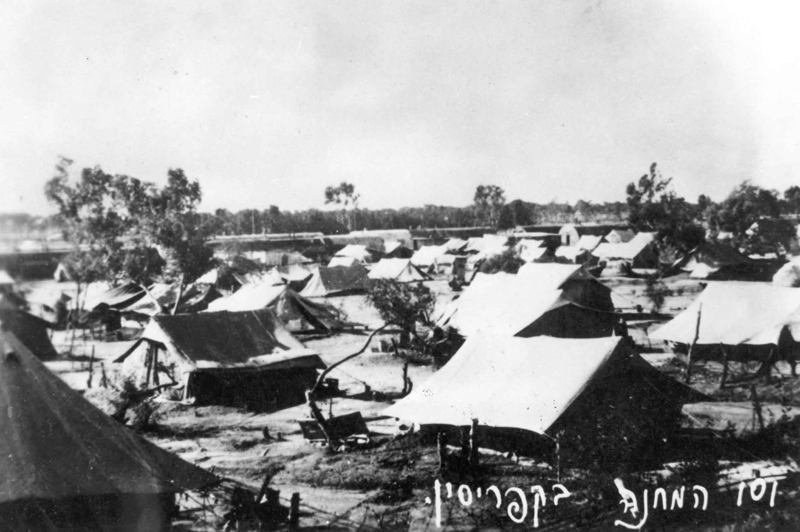
Cypriotisch interneringskamp, 1946

In de interneringskampen in Brits Cyprus bracht het Britse leger Joden onder die werden onderschept tijdens hun  illegale immigratie naar het Mandaatgebied Palestina. In totaal bestonden van augustus 1946 tot januari 1949 twaalf kampen verspreid over het eiland, waar in totaal ruim 53.000 mensen werden ondergebracht. Toen 1948 Israël een onafhankelijke staat werd huisvestten de Cypriotische kampen 28.000 Joden. In februari 1949 verlieten de laatste gedetineerden de kampen.

## Voorgeschiedenis (1917-1945)
In de Balfour-verklaring van 2 november 1917 beloofde de Britse regering de Joden te helpen om zich in Palestina te vestigen. Hierop volgde een grootscheepse emigratie naar het mandaatgebied, de Derde Alia genoemd. Naar aanleiding van protesten van Palestijnse Arabieren bracht de Britse regering in 1939 een witboek uit: de MacDonald White Paper. Hierin werd het totaal aantal toegestane immigranten in Palestina gereduceerd tot 75.000, verspreid over vijf jaar. Deze legale emigratie stond bij de jisjoev bekend als de Aliyah Aleph, Hebreeuws voor 'Opstijging A'. Revisionistische zionisten en andere Joodse organisaties organiseerden in reactie op het witboek illegale emigraties naar Palestina, bekend als de Aliyah Bet, oftewel 'Opstijging B'. In 1939 werd de Mossad Le'Aliyah Bet opgericht als onderdeel van de Hagana en richtte zich speciaal op illegale emigraties over zee.
Aan het einde van de Tweede Wereldoorlog waren nog 10.938 immigratiecertificaten over. Vijf jaren waren voorbij sinds het uitbrengen van het witboek en de Britse regering bepaalde dat per maand 1500 van de resterende certificaten zouden worden verstrekt. Veel illegale immigranten die Palestina probeerden te bereiken werden onderschept en naar het interneringskamp Atlit te Palestina of naar een kamp in Beau Bassin-Rose Hill te Mauritius gebracht.

## Internering op Cyprus (1946-1948)

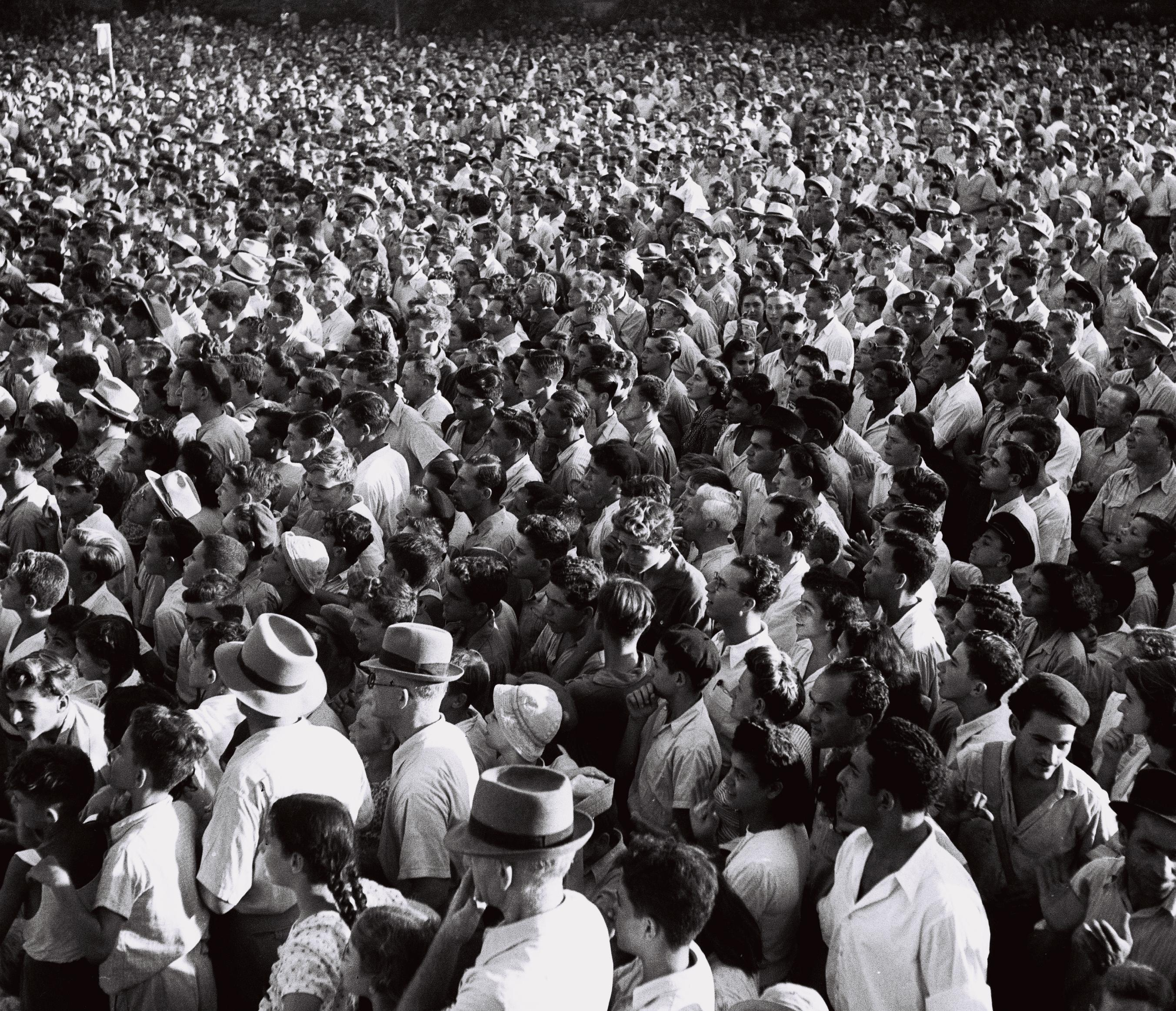
Protest tegen de deportatie naar Cyprus te Tel Aviv, 1946

In augustus 1946 werd door de Britse regering besloten om een groot aantal immigranten onder te brengen in Brits Cyprus. Hiervoor werden twee locaties op het eiland gebruikt die ongeveer vijftig kilometer uit elkaar lagen, namelijk Caraolos, ten noorden van Gazimağusa, en Dekhelia, net buiten Larnaca. Het eerste kamp bevond zich in Caraolos en werd voorheen door de Britten gebruikt in de periode van 1916 tot 1923 om Turkse krijgsgevangenen onder te brengen. Er waren maximaal negen kampen tegelijk in gebruik en in de totale periode bestonden er twaalf afzonderlijke kampen.
Het overgrote deel van de Joodse gedetineerden op Cyprus werden op zee door de Britse vloot onderschept. Een aantal schepen van de Mossad LeAliyah Bet wisten de Britse blokkade te doorbreken, maar veel opvarenden werden aan de kust door het leger opgewacht en naar Cyprus getransporteerd. Het grootste deel van de ruim 53.000 gedetineerden bestond uit Joden die de Holocaust hadden overleefd en van kampen verspreid over Europa Palestina trachtten te bereiken. De gemiddelde leeftijd was laag, ongeveer tachtig procent was tussen de 13 en 35 jaar. Onder de gedetineerden bevonden zich meer dan 6000 wezen en ongeveer 2000 kinderen die buiten het kamp in het militaire ziekenhuis te Nicosia werden geboren. Ongeveer 400 Joden stierven in de Cypriotische kampen.

### Omstandigheden in de kampen

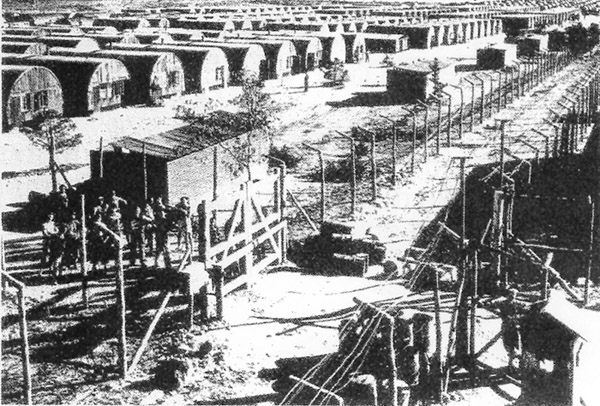
Ingang van een winterkamp

De interneringskampen raakten na verloop van tijd overbevolkt, wat resulteerde in een tekort aan sanitaire voorzieningen en schoon water en gebrek aan privacy. De American Jewish Joint Distribution Committee, bijgenaamd "The Joint", is een Joodse internationale hulporganisatie die destijds de kampen voorzag van voedsel, medische hulp en andere eerste levensbehoeften. Een andere niet-gouvernementele organisatie die hulp bood aan de gedetineerden is de Jewish Agency for Israel, zij zonden onderwijzers en sociale werkers vanuit Palestina.

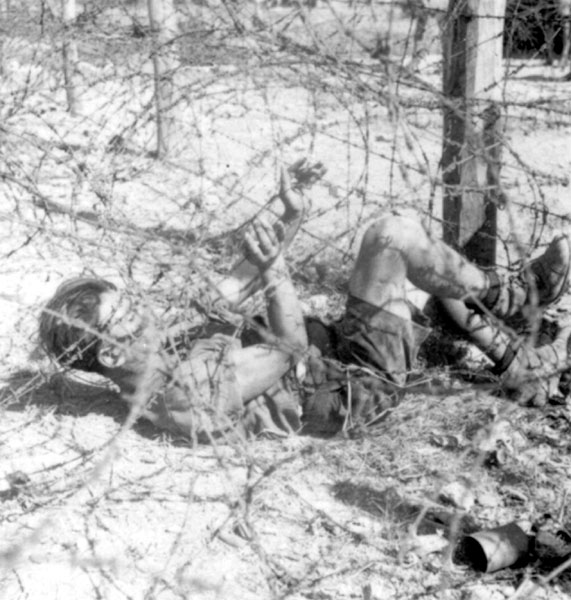
Gevechtstraining in een van de kampen

In de kampen werden geheime gevechtstrainingen gehouden door leden van de Hagana. Joden die vanuit de kampen naar Israël zouden emigreren werden zo voorbereid op de politieke onlusten in Palestina.

### Legale immigratie vanuit de kampen
Van november 1946 tot de Israëlische onafhankelijkheidsverklaring in mei 1948 werden in de kampen per maand 750 gedetineerden toegestaan om naar Palestina te reizen. Vanaf 1947 werd daarnaast extra vergunningen uitgereikt aan zwangere vrouwen, vrouwen met pasgeborenen en bejaarden. In deze periode maakten ex-gedetineerden uit Cyprus twee derde uit van alle immigranten in Palestina.

### Ontsnappingspogingen
Er werden diverse ontsnappingspogingen gedaan, waarvan enkele slaagden. De bekendste ontsnapping vond plaats in augustus 1948, toen een groot aantal gevangenen via een gegraven tunnel het kamp verliet. Volgens de Britten zouden de Joden er zes maanden over gedaan hebben om deze te graven. Een geschat aantal van honderd personen zou Palestina hebben bereikt middels kleine boten, verstrekt door Joodse handlangers buiten de kampen. 29 andere ontsnapten werden op Cyprus gearresteerd en kregen een gevangenisstraf van maximaal negen maanden. Een van de berechte mannen slaagde erin te ontsnappen toen hij naar de gevangenis werd getransporteerd.

## Opheffing (1948-1949)
Op 14 februari 1947 liet Groot-Brittannië aan de Verenigde Naties weten dat het niet langer het Mandaatgebied Palestina wilde beheren. Op 29 november van dat jaar adviseerde de VN om twee onafhankelijke staten in Palestina te stichten voor de Joden en de Arabieren. Toen op 14 mei 1948 de staat Israël werd gesticht bevonden zich 28.000 geïnterneerden in de Cypriotische kampen. Aanvankelijk werden elke maand 1500 gedetineerden door de Britten vrijgelaten en naar Israël gebracht. De overgebleven 11.000 gedetineerden, voornamelijk volwassen mannen, werden van 24 januari 1949 tot 11 februari naar Israël getransporteerd. Veel Joden die de kampen waren ontvlucht en zich elders op Cyprus hadden verborgen gaven zichzelf aan, zodat zij door de Britten naar Israël konden worden gebracht.

## Erfgoed
De Joods-Amerikaanse schrijver Leon Uris verwierf in 1958 bekendheid met zijn roman Exodus. Het eerste deel beschrijft de interneringskampen op Cyprus en een geslaagde ontsnapping met een schip van de Mossad LeAliyah Bet. Het boek werd twee jaar later verfilmd door Otto Preminger, met opnames gemaakt in Cyprus en Israël. In het Museum voor Clandestiene Immigratie en Marine te Haifa is een reconstructie van het leven in de kampen te bezichtigen.